# Moviment de Països No-alineats
El Moviment de Països No-alineats és una organització internacional que agrupava 118 Estats el 2008 (17 Estats i 9 organitzacions internacionals hi tenen a més l'estatut d'observador), que es defineixen com a "no sentir-se alineats ni amb, ni en contra de cap gran potència mundial". L'objectiu de l'organització tal com es va definir a la «Declaració de l'Havana» de 1979 és assegurar «La independència nacional, la sobirania, la integritat territorial i la seguretat dels països no alineats en la seva lluita contra l'imperialisme, el colonialisme, el neocolonialisme, la segregació, el racisme, el sionisme, i tota forma d'agressió estrangera, d'ocupació, de domini, d'interferència o d'hegemonia de part de grans potències o de blocs polítics» i de promocionar la solidaritat entre els pobles del tercer món. L'organització, que té la seu a Lusaka (Zàmbia), reagrupa prop dels dos terços dels membres de les Nacions Unides i un 55% de la població mundial.
El moviment dels no-alineats comprèn membres importants a escala mundial, com l'Índia, Algèria, Egipte, Indonèsia, el Pakistan, Cuba, Sud-àfrica, l'Iran, Malàisia, així com l'ex-Iugoslàvia. La República Popular Xina ha estat membre durant un temps. El Brasil mai no ha estat un membre formal del moviment, però comparteix alguns dels seus punts de vista i envia regularment observadors a les seves cimeres.

## Orígens
La Declaració de Brioni del 19 de juliol de 1956, iniciada per Gamal Abdel Nasser, Josip Broz Tito, Norodom Sihamoni i Jawaharlal Nehru marca l'origen del moviment, que apunta a protegir-se de la influència dels Estats Units i de l'URSS que intentaven tornar al món a la seva causa (idea de bipolarització; els dos grans que governen el món).
El terme de «no-alineament» va ser inventat pel primer ministre indi Nehru en el moment d'un discurs el 1954 a Colombo. En aquest discurs, Nehru va decriure els cinc pilars a utilitzar per a les relacions sino-índies, que van ser per primera vegada posades en pràctica pel primer ministre xinès Zhou Enlai. Dits Panchsheel (els «cinc principis»), aquests principis serviran més tard de base per al Moviment dels no-alineats.
Es pot considerar que la Conferència de Bandung, tinguda el 1955 a la ciutat indonèsia de Bandung a l'oest de l'illa de Java, que havia reunit una trentena de països de l'Àfrica i d'Àsia, és una etapa important cap a la Constitució del Moviment dels no-alineats.

## Evolució

El món el 1980, polaritzat entre les dues superpotències. Els Estats no partidaris són els no-alineats.

Mentre que l'organització tenia a l'origen l'objectiu de ser tan sòlida i unida com l'Organització del Tractat de l'Atlàntic Nord (OTAN) o el Pacte de Varsòvia, compta, de fet, amb poca cohesió i alguns dels seus membres han estat en un moment o a un altre, vinculats de manera estreta amb una gran potència. Per exemple, Cuba era molt prop de l'URSS en el moment de la guerra freda. L'Índia també s'ha acostat a l'URSS durant alguns anys per combatre la Xina. El moviment ha fet igualment de cara a dissensions internes quan l'URSS va envair l'Afganistan el 1979. D'un costat els Estats clients de l'URSS aprovaven la invasió, i de l'altre, certs membres (sobretot els Estats de majoria musulmana) la condemnaven.
Creat en el context de la guerra freda, el moviment ha hagut de trobar un nou aire a la seva orientació en resposta a l'esfondrament de la Unió soviètica. A més, els Estats procedents de l'explosió de Iugoslàvia (un dels membres fundadors) han mostrat poc interès per l'organització des de la dissolució del país. Finalment el 2004, Malta i Xipre s'han retirat en el moment de la seva entrada a la Unió Europea. No obstant això, l'organització continua jugant un paper important. S'ha negat per exemple a seguir les instàncies del Consens de Washington, el qual reagrupa el Fons Monetari Internacional (FMI), l'Organització Mundial del Comerç (OMC) i el Banc Mundial, considerant que seria perjudicial als interessos dels seus membres.
Lluny de difuminar-se, el llegat de l'era de la guerra freda continua. Noves tendències s'inspiren en les experiències de les lluites de descolonització. Així, el politòleg Aziz Salmone Fall, al solc de Ben Barka, amb el seu Grup d'Investigació i d'Iniciativa per a l'Alliberament de l'Àfrica (GRILA) augura un renaixement de la Conferència tricontinental, un desenvolupament autocentrat als fonaments ecosistèmics, i defensa un mundialisme policèntric.

## Estats membres
- Afganistan
- Sud-àfrica
- Algèria
- Angola
- Antigua i Barbuda
- Aràbia Saudita
- Bahames
- Bahrain
- Bangladesh
- Barbados
- Belarús
- Belize
- Benín
- Bhutan
- Bolívia
- Botswana
- Myanmar
- Brunei
- Burkina Faso
- Burundi
- Cambodja
- Camerun
- Cap Verd
- República Centreafricana
- Xile
- Colòmbia
- Comores
- Rep. del Congo
- R.D. del Congo
- Corea del Nord
- Costa d'Ivori
- Cuba
- Djibouti
- República Dominicana
- Dominica
- Emirats Àrabs Units
- Equador
- Egipte
- Eritrea
- Etiòpia
- Fiji
- Gabon
- Gàmbia
- Ghana
- Grenada
- Guatemala
- Guinea
- Guinea Bissau
- Guinea Equatorial
- Guyana
- Haití
- Hondures
- Indonèsia
- Iraq
- Iran
- Jamaica
- Jordània
- Kenya
- Kuwait
- Laos
- Lesotho
- Líban
- Libèria
- Líbia
- Madagascar
- Malàisia
- Malawi
- Maldives
- Mali
- Maurici
- Mauritània
- Mongòlia
- Marroc
- Moçambic
- Namíbia
- Nepal
- Nicaragua
- Níger
- Nigèria
- Oman
- Uganda
- Uzbekistan
- Pakistan
- Palestina
- Panamà
- Papua Nova Guinea
- Perú
- Filipines
- Qatar
- Ruanda
- Saint Kitts i Nevis
- Saint Lucia
- Saint Vincent i les Grenadines
- São Tomé i Príncipe
- Senegal
- Seychelles
- Sierra Leone
- Singapur
- Somàlia
- Sri Lanka
- Sudan
- Surinam
- Eswatini
- Síria
- Tanzània
- Txad
- Tailàndia
- Timor Oriental
- Togo
- Trinitat i Tobago
- Tunísia
- Turkmenistan
- Vanuatu
- Veneçuela
- Vietnam
- Iemen
- Zàmbia
- Zimbàbue

## Observadors
Les nacions següents tenen l'estatut d'observador:
- Armènia
- Azerbaidjan
- Bòsnia i Hercegovina
- Brasil
- Rep. de la Xina
- Costa Rica
- Croàcia
- Kazakhstan
- Kirguizstan
- Mèxic
- Montenegro
- Paraguai
- El Salvador
- Sèrbia
- Tadjikistan
- Ucraïna
- Uruguai

## Cimeres
| Congrés | Data                | Lloc                          |
| ------- | ------------------- | ----------------------------- |
| I       | 1-6 setembre 1961   | Belgrad (Iugoslàvia)          |
| II      | 5-10 octubre 1964   | El Caire (Egipte)             |
| III     | 8-10 setembre 1970  | Lusaka (Zàmbia)               |
| IV      | 5-9 setembre 1973   | Alger (Algèria)               |
| V       | 16-19 agost 1976    | Colombo (Sri Lanka)           |
| VI      | 3-9 setembre 1979   | L'Havana (Cuba)               |
| VII     | 7-12 març 1983      | Nova Delhi (Índia)            |
| VIII    | 1-6 setembre 1986   | Harare (Zimbabwe)             |
| IX      | 4-7 setembre 1989   | Belgrad (Iugoslàvia)          |
| X       | 1-7 setembre 1992   | Jakarta (Indonèsia)           |
| XI      | 18-20 octubre 1995  | Cartagena d'Índies (Colòmbia) |
| XII     | 2-3 setembre 1998   | Durban (Sud-àfrica)           |
| XIII    | 20-25 febrer 2003   | Kuala Lumpur (Malàisia)       |
| XIV.    | 11-16 setembre 2006 | L'Havana (Cuba)               |
| XV      | 11-16 juliol 2009   | Xarm al xeic (Egipte)         |

## Secretaria general
| Secretariat-General del Moviment dels No-Alineats | Secretariat-General del Moviment dels No-Alineats | Secretariat-General del Moviment dels No-Alineats | Secretariat-General del Moviment dels No-Alineats |
| Nom                                               | País                                              | De                                                | A                                                 |
| ------------------------------------------------- | ------------------------------------------------- | ------------------------------------------------- | ------------------------------------------------- |
| Josip Broz Tito                                   | Iugoslàvia                                        | 1961                                              | 1964                                              |
| Gamal Abdel Nasser                                | República Àrab Unida                              | 1964                                              | 1970                                              |
| Kenneth Kaunda                                    | Zàmbia                                            | 1970                                              | 1973                                              |
| Houari Boumédiène                                 | Algèria                                           | 1973                                              | 1976                                              |
| William Gopallawa                                 | Sri Lanka                                         | 1976                                              | 1978                                              |
| Junius Richard Jayawardene                        | Sri Lanka                                         | 1978                                              | 1979                                              |
| Fidel Castro                                      | Cuba                                              | 1979                                              | 1983                                              |
| N. Sanjiva Reddy                                  | Índia                                             | 1983                                              | 1983                                              |
| Giani Zail Singh                                  | Índia                                             | 1983                                              | 1986                                              |
| Robert Mugabe                                     | Zimbàbue                                          | 1986                                              | 1989                                              |
| Janez Drnovšek                                    | Iugoslàvia                                        | 1989                                              | 1990                                              |
| Borisav Jović                                     | Iugoslàvia                                        | 1990                                              | 1991                                              |
| Stjepan Mesić                                     | Iugoslàvia                                        | 1991                                              | 1991                                              |
| Branko Kostić                                     | Iugoslàvia                                        | 1991                                              | 1992                                              |
| Dobrica Ćosić                                     | Iugoslàvia                                        | 1992                                              | 1992                                              |
| Suharto                                           | Indonèsia                                         | 1992                                              | 1995                                              |
| Ernesto Samper Pizano                             | Colòmbia                                          | 1995                                              | 1998                                              |
| Andrés Pastrana Arango                            | Colòmbia                                          | 1998                                              | 1998                                              |
| Nelson Mandela                                    | Sud-àfrica                                        | 1998                                              | 1999                                              |
| Thabo Mbeki                                       | Sud-àfrica                                        | 1999                                              | 2003                                              |
| Mahathir bin Mohamad                              | Malàisia                                          | 2003                                              | 2003                                              |
| Abdullah Ahmad Badawi                             | Malàisia                                          | 2003                                              | 2006                                              |
| Fidel Castro                                      | Cuba                                              | 2006                                              | 2008                                              |
| Raúl Castro                                       | Cuba                                              | 2008                                              | 2009                                              |
| Hosni Mubarak / Mohamed Mursi                     | Egipte                                            | 2009                                              | 2012                                              |
| Mahmud Ahmadinejad                                | Iran                                              | 2012                                              | 2013                                              |
| Hassan Rouhani                                    | Iran                                              | 2013                                              | 2016                                              |
| Nicolás Maduro                                    | Veneçuela                                         | 2016                                              | present                                           |